# Municipio de Jackson (condado de Monroe, Ohio)
El municipio de Jackson (en inglés, Jackson Township) es un municipio del condado de Monroe, Ohio, Estados Unidos. Tiene una población estimada, a mediados de 2021, de 413 habitantes.
Abarca una zona exclusivamente rural.

## Geografía
Está ubicado en las coordenadas 39°35′36″N 81°0′48″O / 39.59333, -81.01333 (39.593306, -81.013453). Según la Oficina del Censo de los Estados Unidos, tiene una superficie total de 52.2 km², de la cual 51.4 km² corresponden a tierra firme y 0.8 km² son agua.

## Demografía
Según el censo de 2020, en ese momento había 411 personas residiendo en la zona. La densidad de población era de 8.0 hab./km². El 97.81 % de los habitantes eran blancos, el 0.49 % eran de otras razas y el 1.70 % eran de una mezcla de razas. Del total de la población, el 0.24 % era hispano o latino de cualquier raza.